# 12354 Hemmerechts
12354 Hemmerechts è un asteroide della fascia principale. Scoperto nel 1993, presenta un'orbita caratterizzata da un semiasse maggiore pari a 3,0675537 UA e da un'eccentricità di 0,0536144, inclinata di 9,97467° rispetto all'eclittica.